# Seznam zápasů české fotbalové reprezentace 2021
Seznam zápasů české fotbalové reprezentace 2021 uvádí přehled všech utkání tohoto reprezentačního výběru, jež sehrál během roku 2021. Celkově jich bylo sedmnáct, z čehož se pět odehrálo v rámci mistrovství Evropy, dalších osm coby kvalifikace na mistrovství světa 2022 a zbylá čtyři představovala přátelská utkání. Ve zmíněných sedmnácti zápasech reprezentace osmkrát vyhrála, čtyřikrát remizovala a pětkrát prohrála. Trenérem celku byl po celý rok Jaroslav Šilhavý.

## Přehled zápasů
| 24. března 2021 kvalifikace MS 2022, skupina E |       |                                                      |                                                                |
| Estonsko                                       | 2 – 6 | Česko                                                | Arena Lublin, Lublin diváci: 0 rozhodčí: Anastasios Papapetrou |
| Sappinen 12' Anier 86'                         |       | 18' Schick 27' Barák 32', 43', 48' Souček 56' Jankto | Arena Lublin, Lublin diváci: 0 rozhodčí: Anastasios Papapetrou |

| 27. března 2021 kvalifikace MS 2022, skupina E |       |            |                                                          |
| Česko                                          | 1 – 1 | Belgie     | Sinobo Stadium, Praha diváci: 0 rozhodčí: William Collum |
| Provod 50'                                     |       | 60' Lukaku | Sinobo Stadium, Praha diváci: 0 rozhodčí: William Collum |

| 30. března 2021 kvalifikace MS 2022, skupina E |       |       |                                                                       |
| Wales                                          | 1 – 0 | Česko | Cardiff City Stadium, Cardiff diváci: 0 rozhodčí: Ovidiu Alin Hategan |
| James 81'                                      |       |       | Cardiff City Stadium, Cardiff diváci: 0 rozhodčí: Ovidiu Alin Hategan |

| 4. června 2021 přátelský                         |       |       |                                                                       |
| Itálie                                           | 4 – 0 | Česko | Stadio Renato Dall'Ara, Bologna diváci: 1000 rozhodčí: Lionel Tschudi |
| Immobile 23' Barella 42' Insigne 66' Berardi 73' |       |       | Stadio Renato Dall'Ara, Bologna diváci: 1000 rozhodčí: Lionel Tschudi |

| 8. června 2021 přátelský             |       |                |                                                                 |
| Česko                                | 3 – 1 | Albánie        | Generali Česká pojišťovna Arena, Praha rozhodčí: Peter Kralovič |
| Schick 18' Masopust 68' Čelůstka 89' |       | 42' Cikalleshi | Generali Česká pojišťovna Arena, Praha rozhodčí: Peter Kralovič |

| 14. června 2021 ME 2020, skupina D |       |                 |                                                             |
| Skotsko                            | 0 – 2 | Česko           | Hampden Park, Glasgow diváci: 9847 rozhodčí: Daniel Siebert |
|                                    |       | 42', 52' Schick | Hampden Park, Glasgow diváci: 9847 rozhodčí: Daniel Siebert |

| 18. června 2021 ME 2020, skupina D |       |                   |                                                               |
| Chorvatsko                         | 1 – 1 | Česko             | Hampden Park, Glasgow diváci: 5607 rozhodčí: Carlos Del Cerro |
| Perišić 47'                        |       | 37' (pen.) Schick | Hampden Park, Glasgow diváci: 5607 rozhodčí: Carlos Del Cerro |

| 22. června 2021 ME 2020, skupina D |       |              |                                                             |
| Česko                              | 0 – 1 | Anglie       | Wembley Stadium, Londýn diváci: 19 104 rozhodčí: Artur Dias |
|                                    |       | 12' Sterling | Wembley Stadium, Londýn diváci: 19 104 rozhodčí: Artur Dias |

| 27. června 2021 ME 2020, osmifinále |       |                      |                                                                |
| Nizozemsko                          | 0 – 2 | Česko                | Puskás Aréna, Budapešť diváci: 52 834 rozhodčí: Sergej Karasev |
|                                     |       | 68' Holeš 80' Schick | Puskás Aréna, Budapešť diváci: 52 834 rozhodčí: Sergej Karasev |

| 3. července 2021 ME 2020, čtvrtfinále |       |                        |                                                                 |
| Česko                                 | 1 – 2 | Dánsko                 | Olympijský stadion, Baku diváci: 16 306 rozhodčí: Bjorn Kuipers |
| Schick 49'                            |       | 5' Delaney 42' Dolberg | Olympijský stadion, Baku diváci: 16 306 rozhodčí: Bjorn Kuipers |

| 2. září 2021 kvalifikace MS 2022, skupina E |       |           |                                                     |
| Česko                                       | 1 – 0 | Bělorusko | Městský stadion, Ostrava rozhodčí: Srdjan Jovanovič |
| Barák 34'                                   |       |           | Městský stadion, Ostrava rozhodčí: Srdjan Jovanovič |

| 5. září 2021 kvalifikace MS 2022, skupina E |       |       |                                                          |
| Belgie                                      | 3 – 0 | Česko | Stadion krále Baudouina, Brusel rozhodčí: Michael Oliver |
| Lukaku 9' Hazard 41' Saelemaekers 65'       |       |       | Stadion krále Baudouina, Brusel rozhodčí: Michael Oliver |

| 8. září 2021 přátelský |       |                |                                                        |
| Česko                  | 1 – 1 | Ukrajina       | Doosan Arena, Plzeň diváci: 5231 rozhodčí: Filip Glova |
| Vydra 90'              |       | 27' Kornijenko | Doosan Arena, Plzeň diváci: 5231 rozhodčí: Filip Glova |

| 8. října 2021 kvalifikace MS 2022, skupina E |       |                      |                                                              |
| Česko                                        | 2 – 2 | Wales                | Sinobo Stadium, Praha diváci: 16 856 rozhodčí: Deniz Aytekin |
| Pešek 38' Ward 49' (vl.)                     |       | 36' Ramsey 69' James | Sinobo Stadium, Praha diváci: 16 856 rozhodčí: Deniz Aytekin |

| 11. října 2021 kvalifikace MS 2022, skupina E |       |                       |                                                                 |
| Bělorusko                                     | 0 – 2 | Česko                 | Centralnyj Stadion, Kazaň diváci: 0 rozhodčí: Francois Letexier |
|                                               |       | 22' Schick 64' Hložek | Centralnyj Stadion, Kazaň diváci: 0 rozhodčí: Francois Letexier |

| 11. listopadu 2021 přátelský                                  |       |        |                                                                |
| Česko                                                         | 7 – 0 | Kuvajt | Andrův stadion, Olomouc diváci: 5 367 rozhodčí: Peter Kralovič |
| Barák 25' Pešek 45', 46' Souček 56' Novák 60' Sýkora 83', 88' |       |        | Andrův stadion, Olomouc diváci: 5 367 rozhodčí: Peter Kralovič |

| 16. listopadu 2021 kvalifikace MS 2022, skupina E |       |          |                                                                                |
| Česko                                             | 2 – 0 | Estonsko | Generali Česká pojišťovna Arena, Praha diváci: 10 076 rozhodčí: Orel Grinfeeld |
| Brabec 58' Sýkora 85'                             |       |          | Generali Česká pojišťovna Arena, Praha diváci: 10 076 rozhodčí: Orel Grinfeeld |